# 高楼镇 (重庆市)
高楼镇，是中华人民共和国重庆市铜梁区下辖的一个乡镇级行政单位。

## 行政区划
高楼镇下辖以下地区：
龙源社区、涪江村、高楼村、莲花村和盘石村。